# Nivek Ogre
 (mars 2017).
Si vous disposez d'ouvrages ou d'articles de référence ou si vous connaissez des sites web de qualité traitant du thème abordé ici, merci de compléter l'article en donnant les références utiles à sa vérifiabilité et en les liant à la section « Notes et références ».
Nivek Ogre, de son vrai nom Kevin Graham Ogilvie, né le 5 décembre 1962 à Calgary, est le chanteur du groupe canadien Skinny Puppy.
Le groupe a évolué, selon les périodes, dans une musique tantôt EBM, électro-industriel ou electro-pop.